# Friedrich Schneider (Philosoph)
Friedrich Schneider (* 13. Februar 1915 in Düsseldorf; † 6. Januar 1977 in Bonn) war ein deutscher Philosoph, Theologe, Hochschullehrer und evangelischer Pfarrer.

## Leben und Werk
Friedrich Schneider legte sein Abitur 1934 an der Hindenburgschule in Düsseldorf ab. 1934 und 1935 absolvierte er Ergänzungskurse in Griechisch und Hebräisch an der Theologischen Schule Elberfeld. Von 1935 bis 1938 studierte er evangelische Theologie und Philosophie an der Rheinischen Friedrich-Wilhelms-Universität Bonn. 1938 legte er die erste theologische Prüfung am Konsistorium in Düsseldorf ab. Darauf folgend wirkte er kurzzeitig als Vikar in Düsseldorf. Er setzte dann seine philosophischen Studien an der Universität Bonn fort. Er promovierte 1939 bei Erich Rothacker mit der Inaugural-Dissertation Alois Emanuel Biedermann, Wilhelm Schuppe und Johannes Rehmke.
Friedrich Schneider habilitierte sich 1950 an der Rheinischen Friedrich-Wilhelms-Universität Bonn und wurde dort 1956 außerplanmäßiger Professor.
Seine Veröffentlichungen widmeten sich vor allem erkenntnistheoretischen Problemen sowie den Beziehungen zwischen Naturwissenschaften, Philosophie und Theologie. Er kam dabei nach eigenen Aussagen von Wilhelm Wundt, Johannes Rehmke und Erich Rothacker her und war auch durch die Biologie der Zeit, vor allen Dingen durch Bernhard Rensch geprägt.
Er führte das 1896 von Johannes Rehmke unter dem Titel „Grundriß der Geschichte der Philosophie“ begründete philosophiegeschichtliche Werk als „Geschichte der Philosophie“ fort. Schneider galt als profunder Kenner der Philosophie des 20. Jahrhunderts.

## Publikationen (Auswahl)
- Alois Emanuel Biedermann, Wilhelm Schuppe und Johannes Rehmke. Bonn 1939 (Universitätsdissertation, Köllen-Verlag). Dort auf Seite 189 ein Lebenslauf von Friedrich Schneider.
- Kennen und Erkennen. Ein Lehrbuch der Erkenntnistheorie. Gütersloh 1949 (Bertelsmann); 2., verbesserte Auflage 1967.
- Philosophie der Gegenwart. 1953. (Weitere Auflagen: München, Basel 1963. Ernst Reinhardt Verlag).
- Die Hauptprobleme der Erkenntnistheorie. Mit besonderer Berücksichtigung der Naturwissenschaften. München, Basel 1959. Ernst Reinhardt Verlag.
- Johannes Rehmke, Friedrich Schneider: Grundriß der Geschichte der Philosophie, Bonn 1959. Athenäum-Verlag Junker und Dünnhaupt.
- Johannes Rehmke, Friedrich Schneider: Geschichte der Philosophie. Wiesbaden 1983. VMA-Verlag.